# La Quête d'Erekosë

La Quête d'Erekosë est une saga de fantasy écrite par Michael Moorcock, mettant en scène les aventures de Erekosë, l'incarnation du Champion éternel qui se souvient de ses vies passées. Bien qu'il s'agisse de la même âme qui se souvient de ses aventures précédentes, le héros n'est Erekosë que dans le premier tome de son cycle.

## Les épisodes de la saga
Cette saga est contenue en trois livres, elle comporte :
1. Le Champion éternel ((en) The Eternal Champion, 1970)
2. Les Guerriers d'argent ((en) Phoenix in Obsidian, 1970)Également publié sous le titre The Silver Warriors
3. Le Dragon de l'épée ((en) The Dragon in the Sword, 1986)

Parfois la saga contient aussi l'épisode suivant, mais Erekosë n'apparait pas dans ce livre :
- Le Jeu du sang ((en) The Sundered Worlds, 1965)